# Donja Dolina
Donja Dolina je naselje v občini Gradiška, Bosna in Hercegovina. 

## Deli naselja
Ćorkovića Šor, Donja Dolina, Donjani, Franića Šor in Petrovića Šor.  

## Prebivalstvo
| Pregled števila prebivalcev po letih | Pregled števila prebivalcev po letih | Pregled števila prebivalcev po letih | Pregled števila prebivalcev po letih | Pregled števila prebivalcev po letih | Pregled števila prebivalcev po letih |
| ------------------------------------ | ------------------------------------ | ------------------------------------ | ------------------------------------ | ------------------------------------ | ------------------------------------ |
| 1948                                 | 1953                                 | 1961                                 | 1971                                 | 1981                                 | 1991                                 |
| -                                    | -                                    | -                                    | 793                                  | 554                                  | 468                                  |

| Narodna sestava prebivalstva po letih                                                                                         | Narodna sestava prebivalstva po letih                                                                                         | Narodna sestava prebivalstva po letih                                                                                        |
| --- | --- | --- |
| 1971 | 1981 | 1991 |
| . skupaj: 793 Hrvati 597 (75,28 %) Srbi 195 (24,59 %) Muslimani 1 (0,12 %) Jugoslovani 0 (0,00 %) drugi in neznano 0 (0,00 %) | . skupaj: 554 Hrvati 427 (77,07 %) Srbi 90 (16,24 %) Muslimani 0 (0,00 %) Jugoslovani 35 (6,31 %) drugi in neznano 2 (0,36 %) | . skupaj: 468 Hrvati 387 (82,69 %) Srbi 70 (14,95 %) Muslimani 0 (0,00 %) Jugoslovani 9 (1,92 %) drugi in neznano 2 (0,42 %) |